# フィナンシャル・ディストリクト (マンハッタン)
座標: 北緯40度42分27秒 西経74度00分40秒 / 北緯40.707499度 西経74.011153度
フィナンシャル・ディストリクト (Financial District) は、ニューヨーク市マンハッタン区ダウンタウンにある地区である。この地区は世界最大の金融街であり、ウォール街も含まれている。ここにはニューヨーク証券取引所、ワールドトレードセンター、フェデラル・ホール、ニューヨーク連邦準備銀行などが位置している。
この地区の人口は56,000である。
この地区は17世紀後半のニューアムステルダムの市街地の境界とほぼ一致し、シティ・ホール・パーク以南の地域をほぼ含むが、バッテリー・パークおよびバッテリー・パーク・シティは除かれる。この地区の中心はウォール・ストリートとブロード・ストリートの交差点であると見なされることが多い。この地区の北東部分（フルトン・ストリートおよびジョン・ストリート (en) 沿い）は、二十世紀初頭には多数の保険会社 (insurance company) が本社や支社を構えていたことから、インシュアランス・ディストリクト (Insurance District) として知られていた。
20世紀終盤までは、このエリアはオフィス街であったが、1990年代からオフィスビルはマンションへと転換されつつあり、住宅街の様相も見せつつある。
ブロードウェイに沿ってティッカー・テープ・パレード（紙テープパレード）が行われることから、この地区は「英雄たちの峡谷」(Canyon of Heroes) とも呼ばれる。

## 最も高い建物
| 名                                           | 画像 | 高さ （メートル） | フロア | 年   | ノート |
| -------------------------------------------- | ---- | ----------------- | ------ | ---- | --- |
| 1 ワールドトレードセンター                   |      | 541.3             | 104    | 2014 | 2013年5月10日以来、世界で6番目に高いビルであり、米国で最も高いビル。 西半球で最も高いビルであり、世界で最も高いオフィスビル。                                                                          |
| 3 ワールドトレードセンター                   |      | 329               | 80     | 2018 | 混合; 2018年にオープン。 |
| 4 ワールドトレードセンター                   |      | 298               | 74     | 2013 | 再建された世界貿易センターと金融街に近い3番目に高い建物。建物は2013年にテナントに開放された。 |
| アメリカン・インターナショナル・ビルディング |      | 290               | 66     | 1932 | アメリカ合衆国で22番目に高いビル。以前はアメリカ国際ビルと都市サービスビルとして知られていた。 70 Pineは、644の賃貸住宅、132のホテルの部屋、35,000平方フィートの小売店を持つ住宅の高層ビルに変身した。 |
| 30 パーク・プレイス                          |      | 286               | 82     | 2016 | 2016年に完成したFour Seasonsの個人住宅およびホテル。 |
| 40 ウォール・ストリート                      |      | 283               | 70     | 1930 | 米国で26番目に高い。 1930年に2か月足らず世界で最も高い建物だった。以前は、マンハッタン信託銀行ビルとして知られていた。 40 Wall Streetとしても知られている。                                            |
| ワン・チェース・マンハッタン・プラザ         |      | 248               | 60     | 1961 | [ 12 ] [ 13 ] |
| 50 West Street                               |      | 237               | 63     | 2016 | [ 14 ] [ 15 ] |
| 200 West Street                              |      | 228               | 44     | 2010 | ゴールドマン・サックスの世界本部としても知られている |
| 60 Wall Street                               |      | 227               | 55     | 1989 | ドイツ銀行ビルとしても知られている |
| One Liberty Plaza                            |      | 226               | 54     | 1973 | 以前はUSスチールビルとして知られていた |
| 20 エクスチェンジ・プレイス                  |      | 226               | 57     | 1931 | 以前はシティバンクファーマーズトラストビルディングとして知られていた |
| 200 ビージー・ストリート                     |      | 225               | 51     | 1986 | Three World Financial Centerとしても知られている |
| マリン・ミッドランド・ビル                   |      | 210               | 52     | 1967 | HSBC銀行ビルとしても知られている |
| 55 ウォーター・ストリート                    |      | 209               | 53     | 1972 | [ 28 ] [ 29 ] |
| 1 ウォール・ストリート                       |      | 199               | 50     | 1931 | 「バンクオブニューヨークメロンビル」としても知られている |
| 225 Liberty Street                           |      | 197               | 44     | 1987 | Two World Financial Centerとしても知られている |
| 1 ニューヨーク・プラザ                       |      | 195               | 50     | 1969 | [ 34 ] [ 35 ] |
| Home Insurance Plaza                         |      | 192               | 45     | 1966 | [ 36 ] [ 37 ] |

## 見所
- アメリカン・バンク・ノート・カンパニー・ビルディング - 歴史的建造物
- サウス・ストリート・シーポート歴史地区
- ニューヨーク市警察博物館
- アメリカ金融博物館
- ボウリング・グリーン - 伝統的な紙テープパレードの出発地点

## ギャラリー

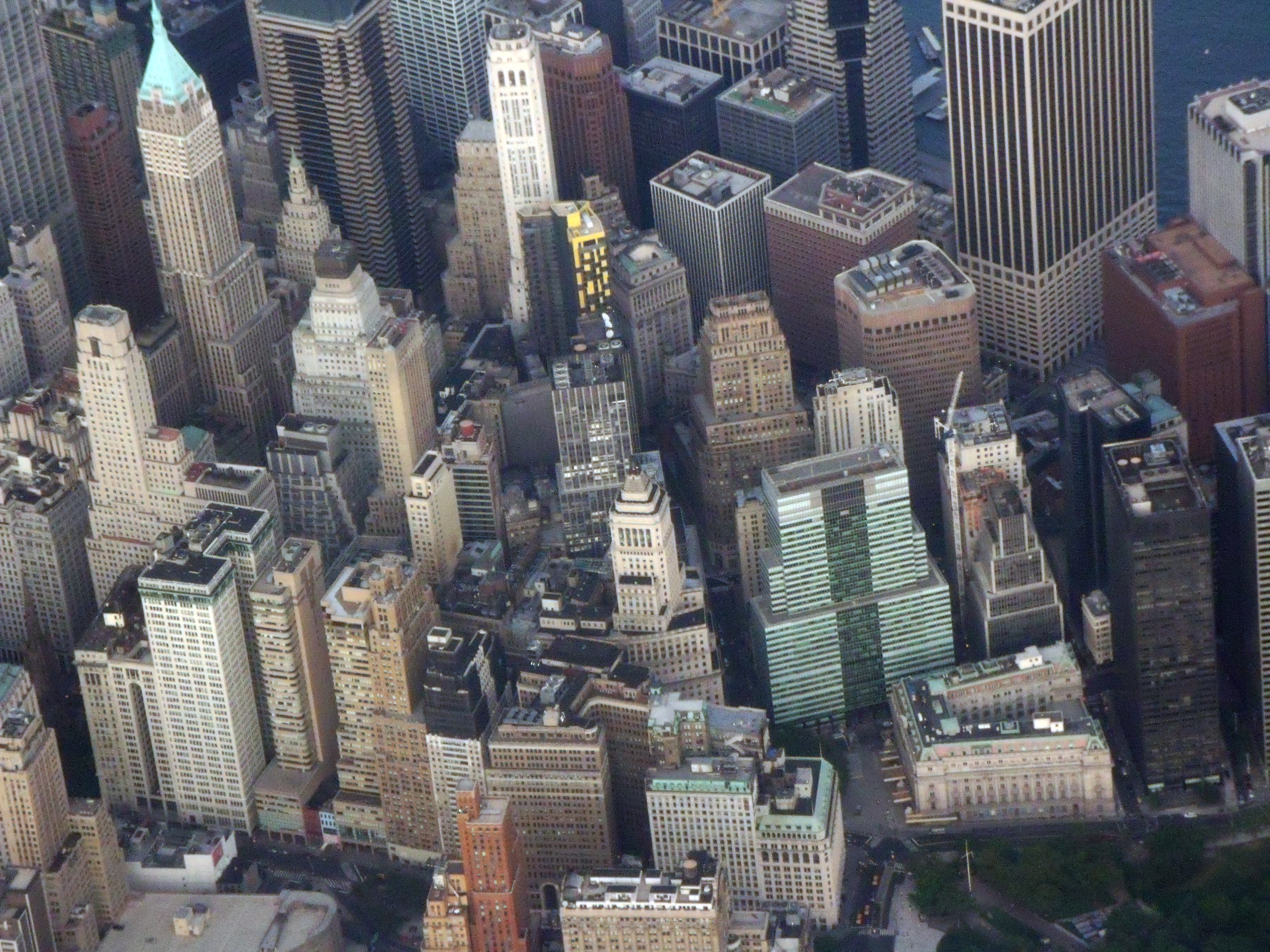
ロウアー・マンハッタンの空撮。
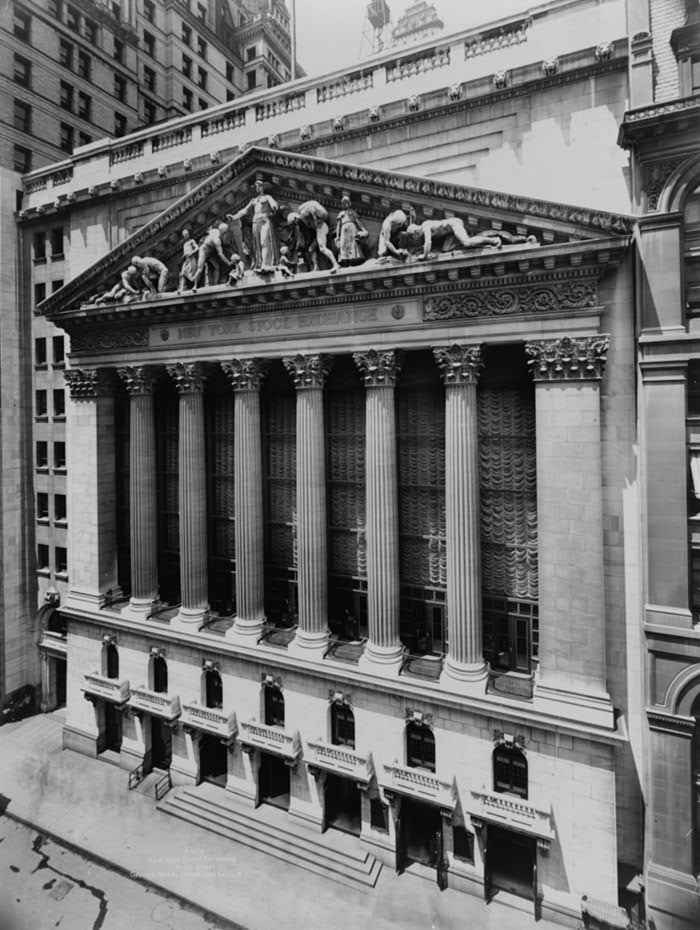
ニューヨーク証券取引所のブロード・ストリート (en) 側のファサード
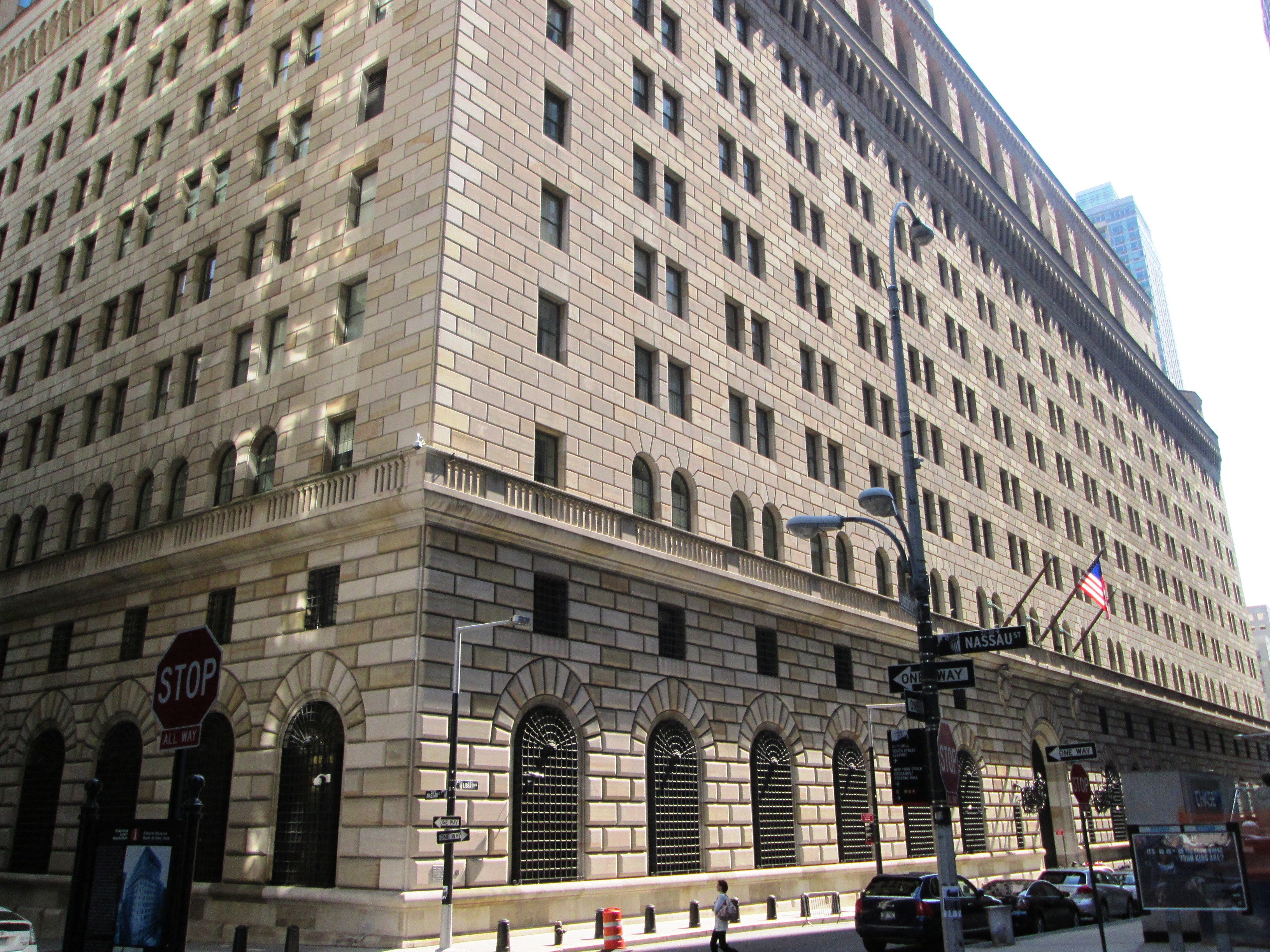
ニューヨーク連邦準備銀行ビル
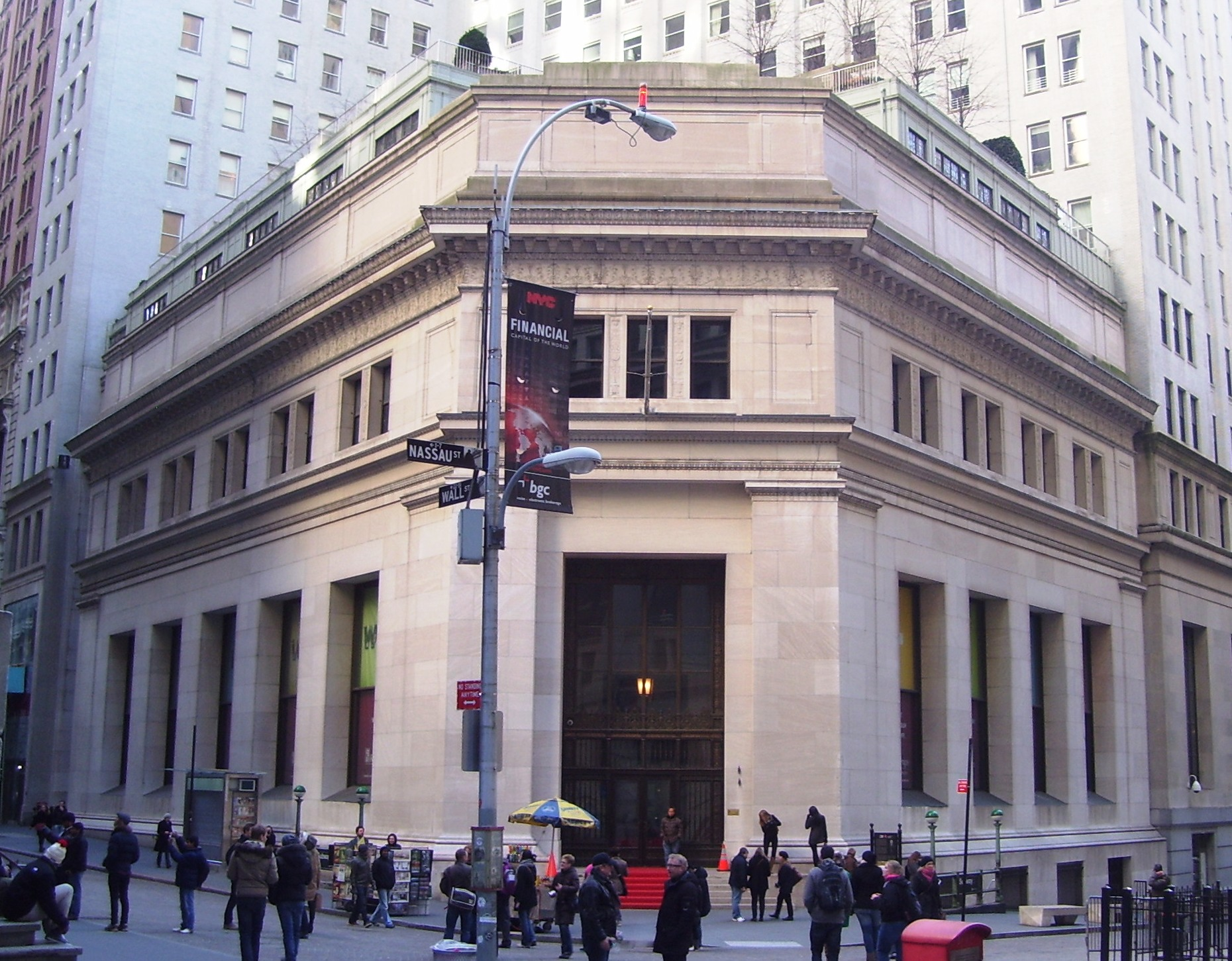
ウォール・ストリート23に建つ旧モルガン家
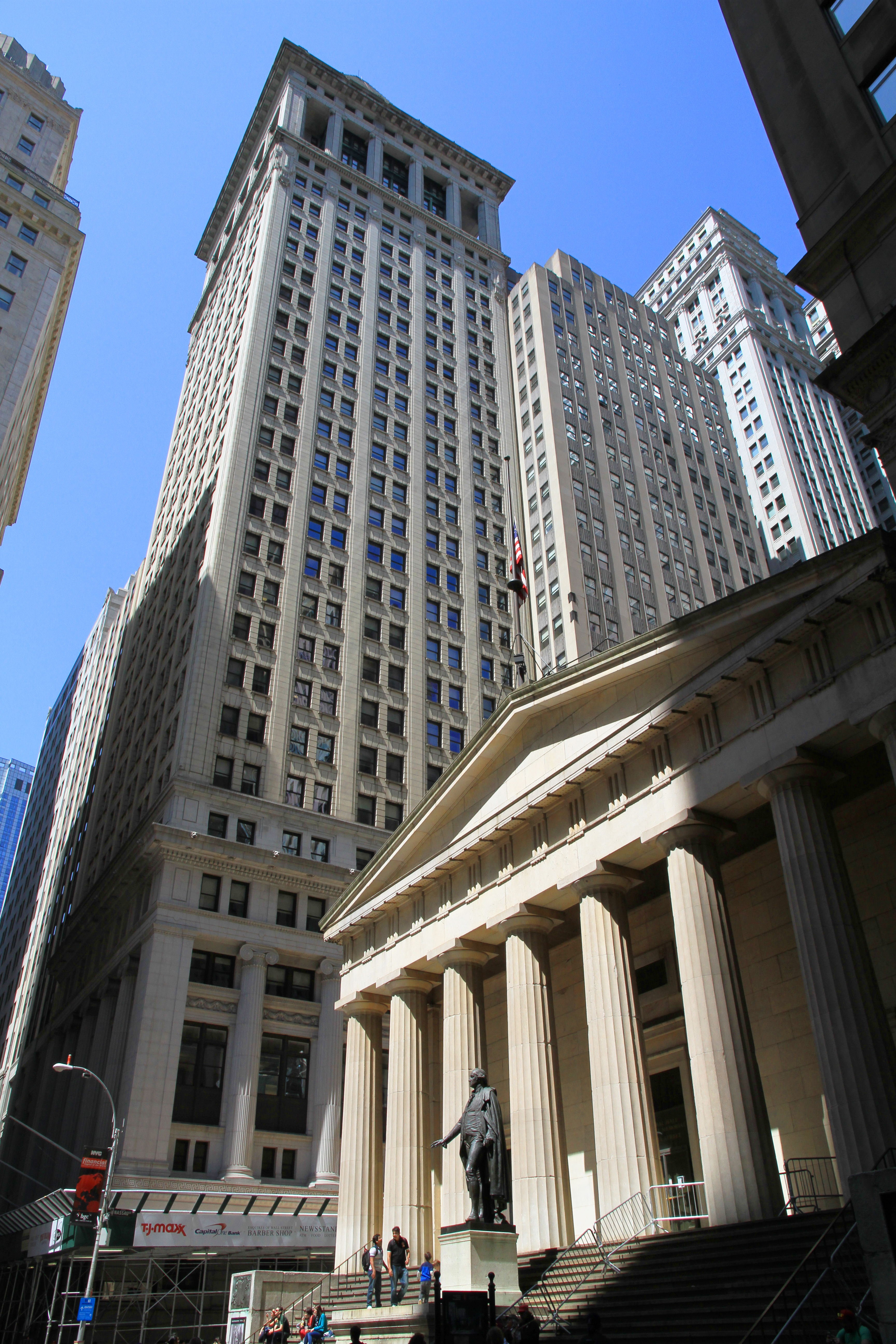
フェデラル・ホール、かつては合衆国税関として使われていたこともあり、現在は博物館となっている。
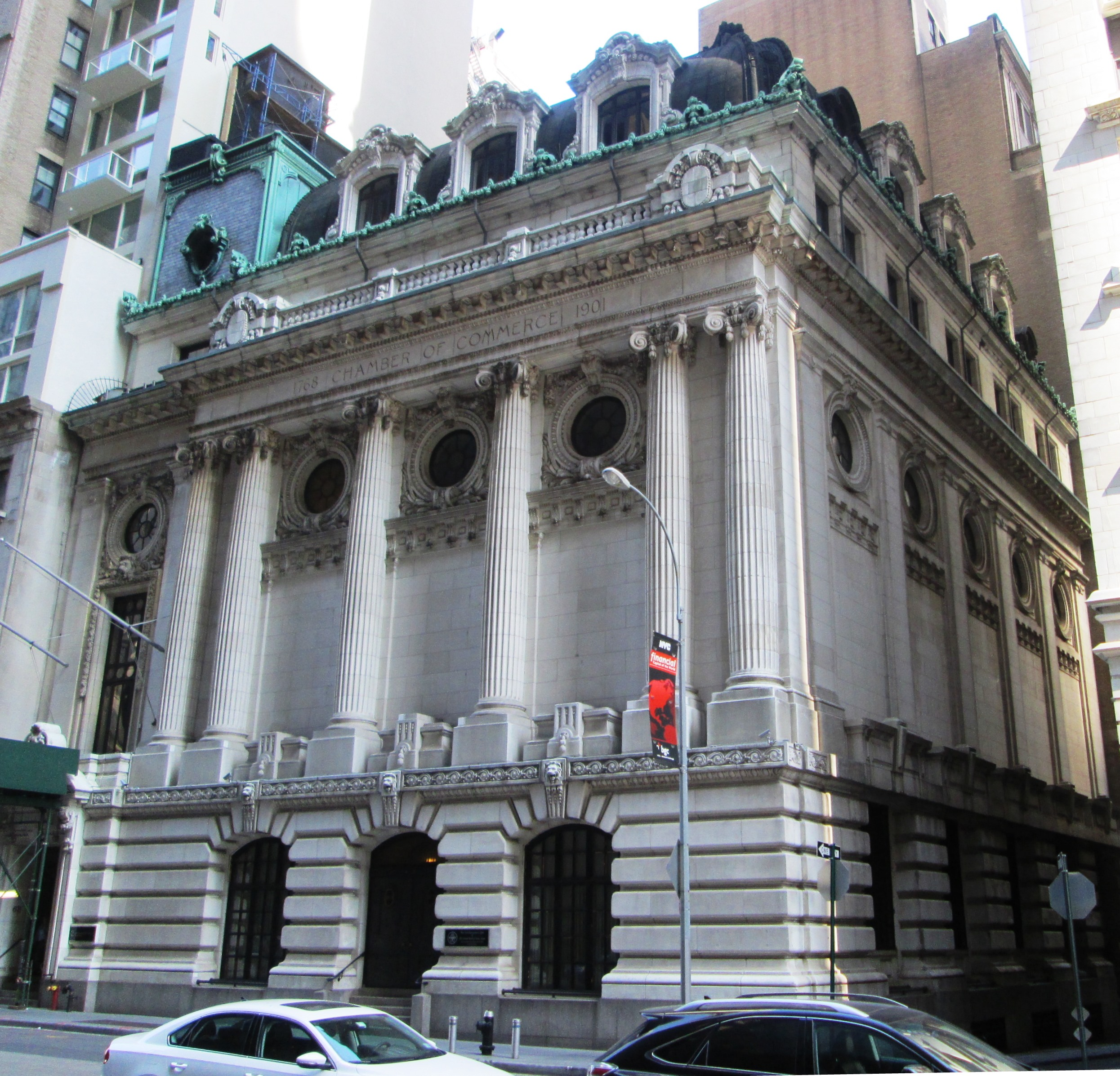
65 Liberty Streetに建つ歴史的なChamber of Commerce Building
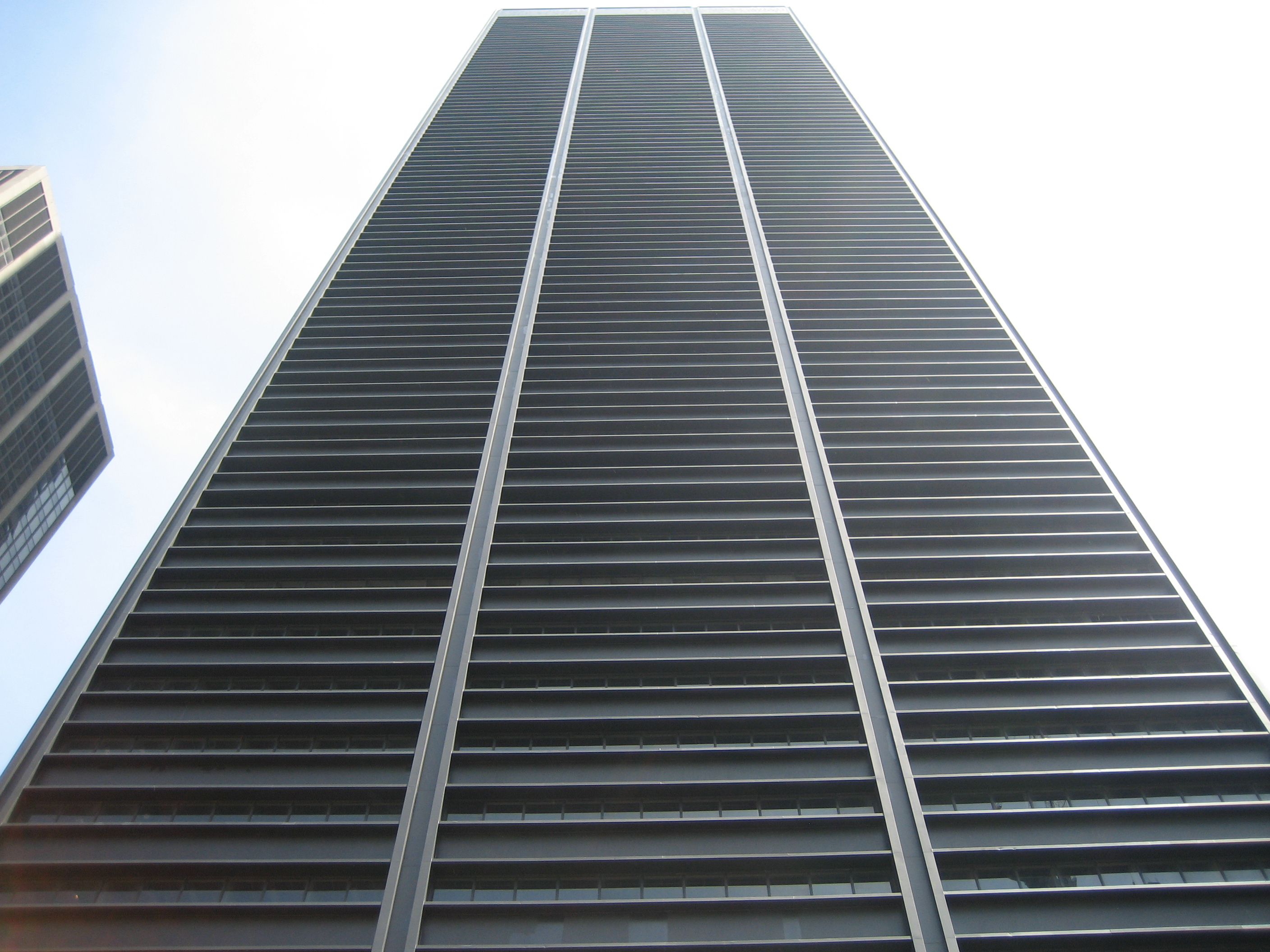
ワン・リバティ・プラザ (en)